# Петровка (Молдова)
Петровка (рум. Petrovca) — село у Синжерейському районі Молдови. Входить до складу комуни, адміністративним центром якої є село Копечень.

## Населення
За даними перепису населення 2004 року у селі проживали 364 особи.
Національний склад населення села:
| Національність | Кількість осіб | Відсоток |
| -------------- | -------------- | -------- |
| молдавани      | 342            | 94,0%    |
| українці       | 18             | 4,9%     |
| росіяни        | 4              | 1,1%     |
| Всього         | 364            | 100%     |